# Detachment
 (janvier 2020).
Si vous disposez d'ouvrages ou d'articles de référence ou si vous connaissez des sites web de qualité traitant du thème abordé ici, merci de compléter l'article en donnant les références utiles à sa vérifiabilité et en les liant à la section « Notes et références ».
Pour plus de détails, voir Fiche technique et Distribution.
Detachment est un film américain réalisé par Tony Kaye et sorti en 2011.
Henry Barthes est professeur remplaçant de littérature anglaise dans les lycées. Il vit seul. De temps en temps il va voir son grand-père dans un hospice. Quand il arrive à son nouveau poste, il est immédiatement confronté à la violence environnante : le lycée est dans une zone difficile. Les enfants sont irrespectueux, agressifs. Henry ne s'émeut pas, il a une mission : maintenir l'ordre jusqu'à l'arrivée d'un titulaire. Il a un job à faire et il le fait. Il est lui-même rongé par des démons qui mettent au tapis toutes les provocations que les jeunes peuvent tenter. Il ne s'en fiche pas. Il est détaché. Il a compris que « la plupart des gens manquent totalement de conscience de soi. »
Nommé au Festival de Tribeca 2011, il a reçu le Prix de la Révélation Cartier et Prix de la critique internationale du Festival de Deauville 2011 ainsi que le Grand prix et le Prix du Public au Festival 2 Valenciennes 2011.

## Synopsis
Le film débute avec Henry Barthes, le personnage principal, ainsi que d'autres professeurs se faisant interviewer. Chacun d'entre eux parle de leur jeunesse et de leurs rêves, parfois même de leurs anciens emplois avant celui d'enseignant, qu'ils choisirent par intérêt ou par contrainte.
Henry déambule la nuit, en ville puis écrit de la poésie une fois rentré chez lui. Le lendemain, Carol, la directrice discute avec un conseiller lui annonçant son futur licenciement, qu'elle n'accepte pas. Barthes, une fois arrivé en classe, demande aux élèves de sortir s'ils ne veulent pas faire cours (ce qu'un élève fait par vanité). Peu après, un jeune élève menace l'enseignant car il n'a rien pour noter le cours mais Barthes le rassure en lui disant qu'il veut l'aider à s'en sortir et lui donne un crayon et une feuille. Le cours se termine dans le calme et Barthes fait la rencontre de Meredith, une adolescente en surpoids et lui donne quelques conseils pour ses rapports avec les autres élèves. Quelques instants après, une femme et sa fille entrent en colère dans le bureau et la mère s'en prend verbalement à son professeur mais le proviseur intervient et les sépare. En flash-back on voit que cette étudiante a menacé son professeur et lui a craché au visage. Barthes, témoin de la scène, est sous le choc. La victime, qui s'avère être Sarah Madison, un professeur, fait connaissance avec Henry dans les couloirs, lui indiquant que les élèves ne mettent jamais leurs menaces à exécution. Pendant la récréation, Meredith photographie Wiatt, un professeur dépressif en train de s'agripper au grillage par frustration.
Le soir, Henry se promène de nuit en méditant sur sa vie. Une fois rentré chez lui, Henry reçoit un appel de l'hôpital : son grand-père aveugle et fou s'est encore enfermé dans sa salle de bain. Une fois arrivé, il parvient à le raisonner puis menace l'infirmière chargée de s'en occuper de la faire mettre à la rue elle et sa famille. S'étant endormi dans le bus du retour, Henry, pleurant, repense à son enfance et à sa mère, puis voit, impuissant, une prostituée, Erica, se faire gifler par un vieillard refusant de la payer. Celle-ci se met à suivre Barthes et à le harceler mais il rentre chez lui, ne voulant pas s'entretenir ni discuter avec elle. Le lendemain matin, Seadbolt, un professeur âgé, calme un élève énervé puis s'entretenir avec une adolescente habillée de manière dévergondée, lui indiquant que ce genre de tenue attire tout sauf le respect. Le soir, Barthes retourne voir son grand-père puis tous deux discutent de la mère d'Henry. Après être sorti de l'hôpital, Barthes croise la prostituée de la veille qui lui demande de l'argent pour manger. Barthes décide de la ramener chez lui afin qu'elle mange. Une fois rentré, il s'aperçoit qu'elle s'est fait violer et décide de la soigner puis de l'héberger pour la nuit. Le matin suivant, on voit ce qui arrive tous les jours au lycée : des bagarres, de jeunes adolescents ayant des problèmes comportementaux. Quand Barthes rentre chez lui, il surprend Erica avec un client. Après que ce dernier a payé Erica, Barthes lui demande de ne plus ramener de clients chez lui, lui donne des vitamines. Au même moment, Meredith reçoit des paroles vexantes de la part de son père lui reprochant sa tristesse permanente et ses créations artistiques représentant sans cesse la mort et le désespoir.
La journée suivante est marquée par le décès d'un enseignant, mais cette mort semble réjouir les autres professeurs, qui lui reprochaient de son vivant de ne pas aimer les enfants (ce qui représente la base chez un enseignant) et de ne pas avoir fait le bon choix de carrière, puis écoutent un message de ce professeur concernant son point de vue sur les élèves du lycée. Quelques heures après, Barthes donne un cours concernant les préjugés puis aperçoit Madison faire du rattrapage avec un élève, paraissant passionné par les mathématiques. Le soir, Carol donne une réunion sur les nouvelles méthodes d'éducation au lycée mais l'invité, censé promouvoir les nouvelles « méthodes » blâme les professeurs et leur parle de la valeur immobilière de l'école et du quartier. Offusqués, tous les professeurs quittent la salle sauf un, Wiatt, qui s'est endormi. Après avoir quitté la réunion, Henry et Sarah partent boire un verre et discutent de leur passé. Seul Henry ne parle pas de son passé. Une fois rentré, il se rend compte qu'Erica lui a préparé à manger mais malheureusement, elle le réprimande car il est rentré trop tard.
La scène suivante nous montre la vie des professeurs au quotidien, notamment les bons moments qu'Henry et Erica passent, la famille de Wiatt faisant comme s'il n'existait pas, Sarah en train de faire son jogging matinal, la directrice et son mari, dont la relation est devenue platonique et Meredith prenant des photos de Barthes en train de marcher. Carol reçoit un coup de fil : l'académie lui laisse finir l'année, ensuite, elle devra quitter son poste de directrice et prendre sa retraite. Au même moment, Doris, la conseillère d'orientation / psychologue reçoit dans son bureau une jeune élève pour lui demander ses projets d'avenir, la jeune fille ayant des mauvais résultats dans toutes les matières. Cette dernière lui répond qu'elle a un avenir tout tracé, ce qui provoque une crise de colère de la conseillère, qui va se confier à Seadbolt qui la rassure et qui lui demande même comment elle peut tenir jusqu'au bout. À la fin de la journée, Barthes retrouve Erica à l'hôpital : son grand-père a eu une douleur à la poitrine et n'en a plus pour très longtemps à vivre. Croyant qu'il s'agit de la mère d'Henry, le grand-père lui demande si elle l'a pardonné. Henry imite alors la voix de sa mère et demande ce qu'elle doit lui pardonner, le grand-père répond alors qu'il est persuadé de lui avoir fait du mal mais Patricia (la mère d'Henry imitée par ce dernier) le rassure, lui dit de ne rien se reprocher et de se laisser partir et de ne s'inquiéter pour rien. Une fois sorti de l'hôpital, Henry raconte à Erica les circonstances de la mort de sa mère : alors qu'Henry avait 7 ans, sa mère s'est suicidée et son grand-père est devenu fou. Selon Henry, il se serait passé quelque chose entre son grand-père et sa mère ayant provoqué le suicide de celle-ci.
De retour à l'école, Meredith va voir Barthes alors que celui-ci corrige des copies. Elle lui offre un tableau : lui est sans visage et est dans une classe vide. Elle lui confie également ses problèmes mais il ne parvient pas à la rassurer. Meredith le serre alors dans ses bras et se met à pleurer. Sarah arrive alors, ce qui provoque la colère et la panique de Meredith qui s'enfuit et part pour aller pleurer seule. Soupçonnant Henry de pédophilie, Sarah assiste impuissante à sa crise de colère puis à son départ précipité. Henry va à l'hôpital car son grand-père vient de mourir. Il examine alors ses affaires notamment ses chaussons et son journal intime vide. Le lendemain, il dit à Erica que vivre avec lui n'est pas une bonne solution et deux personnes arrivent et emmènent la jeune fille qui, triste, déclare ses sentiments à Henry, qu'elle considère désormais comme étant sa famille. Dans la soirée, une réunion parents-professeurs est organisée mais personne n'est venu mis à part les enseignants. Au même moment, Meredith ressasse tous ses mauvais souvenirs puis, sans raison, se met à cuisiner.
Le matin suivant, tous les élèves sont en classe, sauf Meredith. Barthes prévient ses élèves qu'il s'agit de son dernier jour quand une annonce retentit : la directrice, dépressive en raison de sa situation personnelle et professionnelle, invite tous les professeurs à une réunion durant la pause du midi. Quand le moment arrive, la directrice discute de la situation avec les professeurs. Une fois dehors, Barthes rencontre Meredith qui a fait une exposition de ses peintures et photos et des petits gâteaux blancs avec des smileys dessinés dessus. Seul un gâteau est noir mais Meredith se le réserve. Barthes lui offre un journal intime vide et annonce à Meredith qu'il s'agit de son dernier jour en tant que remplaçant, ce qu'elle souligne avec ironie. Alors qu'il tente de lui donner les conseils qu'il n'a pas pu lui dire plus tôt, Meredith l'interromp en lui disant « Au revoir ». Alors que dans la cour, tous les élèves et professeurs sont présents, Meredith, en pleurs, regarde Barthes, qui la regarde à son tour, puis mange son gâteau. Meredith s'effondre et meurt : il s'avère que son gâteau était empoisonné et qu'elle songeait au suicide depuis un moment. Barthes tente de la réanimer, en vain. Il découvre alors que les photos de Meredith évoquaient la mort et le suicide. L'ambulance arrive et emporte le cadavre de Meredith. Le soir, Barthes est seul dans une salle de classe, à méditer quand Sarah le rejoint. Il lui dit alors qu'il est une non-personne, que s'il donne l'impression d'être là, dans la salle, en réalité il est creux à l'intérieur.
Le lendemain, Barthes, est assis sur un banc à méditer. Il va voir Erica, qu'il a placée dans un foyer d'aide pour les jeunes malades. Quand celle-ci le voit, elle court et saute dans ses bras, les deux s'enlacent tendrement.
Barthes commence à leur lire La Chute de la Maison Usher d'Edgar Allan Poe. Il est en classe avec ses élèves, il leur demande alors s'ils n'ont jamais ressenti cette pression sur leurs épaules. Tout le monde, lui y compris, lève la main. Alors qu'il lit l'incipit de la nouvelle, on voit alors les couloirs et quelques salles du lycée, abandonné et rempli de feuilles mortes et de déchets. Au fur et à mesure que le poème avance, chaque élément du poème correspond à l'état de la pièce montrée. Lorsque la salle de classe où Barthes parle est montrée, on voit les tables et les chaises renversées, des pages de livres volent au vent. Barthes est seul, il s'arrête aux mots « Une glace au cœur... » puis referme son livre et contemple la salle vide, correspondant alors à la vision que se faisait Meredith d'Henry : « Un professeur sans visage (Henry s'étant qualifié de vide au fond de lui) dans une salle vide ». Un tableau noir où il est écrit « Detachment » apparaît à l'écran, marquant ainsi la fin du film.

## Fiche technique
- Réalisation : Tony Kaye
- Scénario : Carl Lund
- Production : Austin Stark, Benji Kohn, Bingo Gubelmann, Greg Shapiro, Carl Lund, Chris Papavasiliou
  - Production exécutive : Adrien Brody, Peter Sterling, Andre Laport
- Photographie : Beth Melsky
- Montage : Peter Goddard
- Musique : The Newton Brothers (composition, orchestration et mixage)
- Costumes : Wendy Schecter
- Décors : Jade Healy
- Sociétés de production : Paper Street Films et Kingsgate Films, en association avec Appian Way
- Pays de production :  États-Unis
- Langue originale : anglais
- Format : couleur — 35 mm — 1,85:1 — son Dolby Digital
- Durée : 97 minutes
- Dates de sortie :
  - États-Unis : 25 avril 2011 (Festival de Tribeca), 25 septembre 2011 (Festival de Woodstock), 16 mars 2012 (sortie à New York), 23 mars 2012 (sortie à Los Angeles)
  - France : 9 septembre 2011 (Festival de Deauville), 12 octobre 2011 (Festival de Valenciennes), 1er février 2012 (sortie nationale)
  - Belgique : 2 mai 2012

## Distribution
- Adrien Brody (VFB : Laurent Bonnet) : Henry Barthes
- Sami Gayle (VFB : Coralie Vanderlinden) : Erica, la jeune « fille de rue »
- Betty Kaye (VFB : Élisabeth Guinand) : Meredith, l'élève sensible en surpoids
- Marcia Gay Harden (VFB : Fabienne Loriaux) : Carol Dearden, proviseur du lycée
- James Caan (VFB : Guy Pion) : Charles Seaboldt
- Christina Hendricks (VFB : Marcha Van Boven) : Sarah Madison
- Lucy Liu (VFB : Alexandra Corréa) : Doris Parker, la conseillère du lycée
- Blythe Danner : Mme Perkins
- Tim Blake Nelson : M. Wiatt
- William Petersen : M. « Sarge » Kepler
- Bryan Cranston : M. Dearden, le mari de Carol
- Ronen Rubinstein : Gangsta

## Genèse du film
Le scénariste, Carl Lund, est lui-même enseignant,. Betty Kaye, qui joue le rôle de Meredith, est la fille de Tony Kaye, mais le réalisateur dit l'avoir auditionnée comme n'importe quel acteur et n'a pas immédiatement informé les producteurs de leur lien de parenté.
Selon Tony Kaye, Adrien Brody « a envisagé son rôle dès le départ de manière très abstraite ».

## Prix et récompenses
- Prix de la Révélation Cartier - 37e édition - 2011[4]
- Prix de la critique internationale du Festival de Deauville - 37e édition - 2011[4]
- Tournai Ramdam Festival 2012 : Meilleur film catégorie Fictions